# Ni no kuni II : L'Avènement d'un nouveau royaume
 (décembre 2017).
Si vous disposez d'ouvrages ou d'articles de référence ou si vous connaissez des sites web de qualité traitant du thème abordé ici, merci de compléter l'article en donnant les références utiles à sa vérifiabilité et en les liant à la section « Notes et références ».
Ni no kuni II : L'Avènement d'un nouveau royaume (二ノ国II レヴァナントキングダム, Ni no Kuni II: Revenant Kingdom) est un jeu vidéo de rôle développé et édité par Level-5, sorti le 23 mars 2018 sur Windows et PlayStation 4, le 17 septembre 2021 sur Nintendo Switch et le 21 mars 2023 sur Xbox Series. 
Il s'agit de la suite de Ni no kuni : La Vengeance de la sorcière céleste. L'action se déroule une centaine d'années après les événements du premier jeu.

## Trame
Alors qu'il allait être roi de Carabas lors de la cérémonie de couronnement, le jeune Evan est victime d'un coup d'état fomenté par Ratoléon, le premier conseiller de son père, le roi Léopold qui est mort, empoisonné par les hommes de Ratoléon. Avec l'aide de Roland, président dans un autre monde (le nôtre) d'un État fictif, ils s'enfuient de Carabas après de multiples péripéties. Il s'ensuit une quête initiatique pour Evan qui, pour devenir roi d'un royaume qu'il construira, va devoir passer par de nombreuses épreuves qui le feront grandir. La principale épreuve étant celle de parcourir le monde et d'affronter un ancien roi maléfique qui s'empare des "spirituas", des reliques liés aux rois de chaque royaume à leur gardien, dans le but de plonger le monde dans les ténèbres.

## Bande originale
Dans la continuité du premier épisode, la bande originale est composée par Joe Hisaishi, habitué des productions liées au Studio Ghibli. Les musiques sont toujours interprétées par l'orchestre philharmonique de Tokyo, tandis que la chanteuse Mai Fujisawa, la fille de Joe Hisaishi, participe au générique de fin. 
La bande originale est composée de 31 pistes audio et d'un livret de 24 pages, sortie officiellement le 6 juin 2018 sous le label Wayô Records.

## Accueil

### Ventes
En mai 2018, Nino Kuni II s'est vendu à 900 000 exemplaires, versions PlayStation et Windows confondues.

## Film d'animation
Un film d'animation se déroulant dans l'univers du jeu et également intitulé Ni no Kuni, réalisé par Yoshiyuki Momose, est sorti dans les salles japonaises le 23 août 2019. Le film développe une intrigue originale mettant en scène trois adolescents qui se retrouvent projetés dans l'univers de Ni No Kuni.